# Rabdophaga insignis
Rabdophaga insignis är en tvåvingeart som först beskrevs av Jean-Jacques Kieffer 1906.  Rabdophaga insignis ingår i släktet Rabdophaga och familjen gallmyggor. Inga underarter finns listade i Catalogue of Life.